# Pampas Punta
Pampas Punta ist eine Ortschaft im Departamento Chuquisaca im südamerikanischen Andenstaat Bolivien. 

## Lage im Nahraum
Pampas Punta liegt in der Provinz Tomina und ist zentraler Ort im Vicecantón Pampas Punta im Municipio Sopachuy. Die Ortschaft liegt auf einer Höhe von 2428 m im Quellbereich des Río Tarabuquillo, der knapp zwanzig Kilometer flussabwärts in den Río Tomina mündet, der in nördlicher Richtung zum Río Grande führt.

## Geographie
Pampas Punta liegt im Übergangsbereich zwischen der Anden-Gebirgskette der Cordillera Central und dem bolivianischen Tiefland. Das Klima der Region ist semi-humid und ein typisches Tageszeitenklima, bei dem die mittleren Temperaturschwankungen zwischen Tag und Nacht deutlicher ausfallen als zwischen den Jahreszeiten.
Die Jahresdurchschnittstemperatur der Region liegt bei milden 21 °C (siehe Klimadiagramm Sopachuy) und schwankt nur unwesentlich zwischen 17 und 18 °C im Juni und Juli und knapp 23 °C von November bis Januar. Der Jahresniederschlag beträgt etwa 600 mm, bei einer ausgeprägten Trockenzeit von April bis September mit Monatsniederschlägen unter 25 mm, und einer Feuchtezeit von Dezember bis Februar mit 100 bis 120 mm Monatsniederschlag.

## Verkehrsnetz
Pampas Punta liegt in einer Entfernung von 186 Straßenkilometern südöstlich von Sucre, der Hauptstadt des Departamentos.
Von Sucre aus führt die 976 Kilometer lange Nationalstraße Ruta 6 in südöstlicher Richtung über Zudáñez, Tarabuco und Yamparáez nach Tomina und weiter nach Padilla und von dort in das bolivianische Tiefland.
Acht Kilometer südlich von Tomina an der Mündung des Río Tarabuquillo in den Río Tomina zweigt eine unbefestigte Landstraße in südlicher Richtung ab, folgt dem Río Tarabuquillo aufwärts und erreicht nach fünfzehn Kilometern die Ortschaft Tarabuquillo. Die Straße führt dann über Pampas Punta weiter in südlicher Richtung nach Sopachuy und Azurduy. In Pampas Punta zweigt in östlicher Richtung eine Landstraße nach Alcalá ab.

## Bevölkerung
Die Einwohnerzahl der Ortschaft ist im Jahrzehnt zwischen den letzten beiden Volkszählungen um knapp ein Sechstel angestiegen:
| Jahr | Einwohner         | Quelle       |
| ---- | ----------------- | ------------ |
| 1992 | keine Detaildaten | Volkszählung |
| 2001 | 353               | Volkszählung |
| 2012 | 409               | Volkszählung |
| 2024 |                   | Volkszählung |

In der Region lebt ein deutlicher Anteil indigener Bevölkerung, im Municipio Sopachuy sprechen 93,8 Prozent der Einwohner Quechua.